# 北杜伊斯堡景观公园

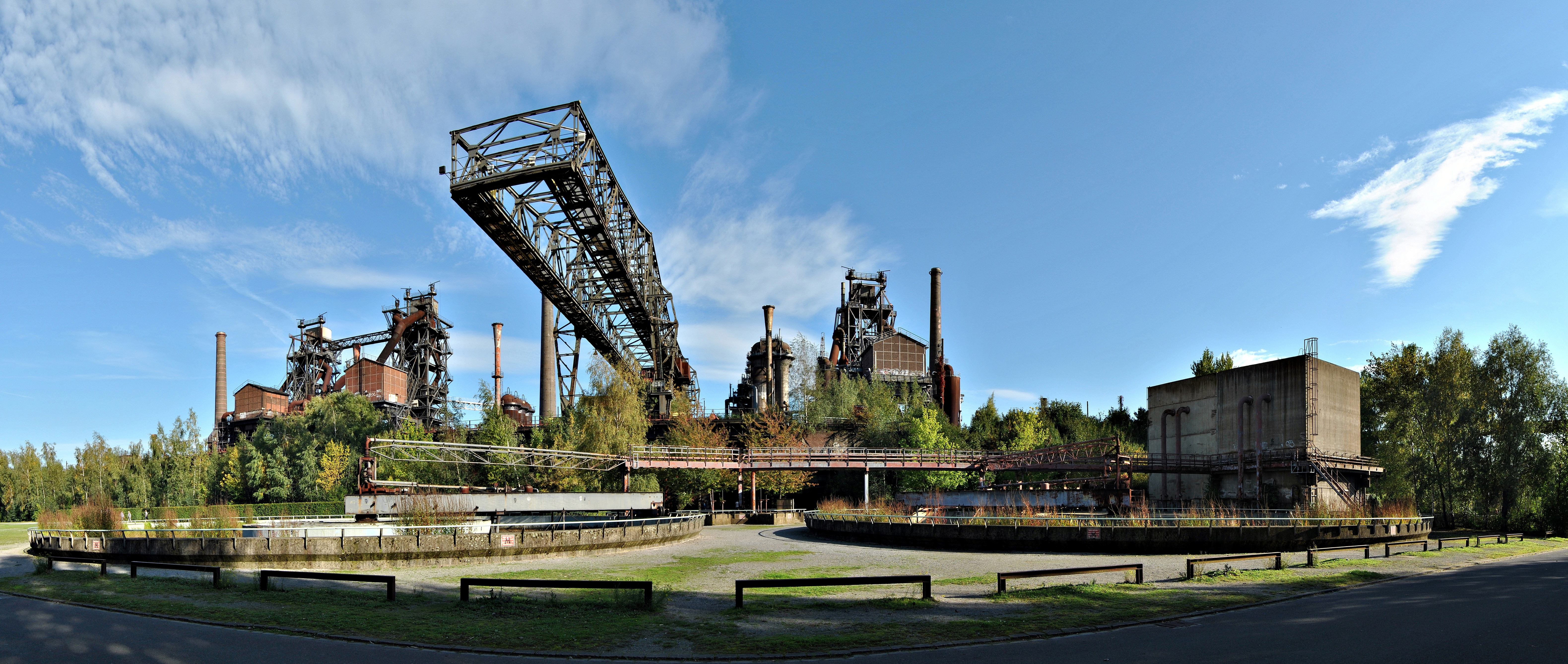
北杜伊斯堡景观公园全景

北杜伊斯堡景观公园（Landschaftspark Duisburg-Nord）是德国杜伊斯堡的一个后工业景观公园，由德国景观设计师彼得·拉茲与合伙人於1991年建立，目的是为了讓人們理解过去的工业。

## 历史
其原址是炼钢厂和煤矿及钢铁工业，使周边地区严重污染，于1985年废弃，19世纪中期之前为农业用地。公园设计与其原用途紧密结合，将工业遗产与生态绿地交织在一起。1994年正式对外开放。彼得·拉茨也因此设计于2000年获得第一届欧洲景观设计奖。

## 外部連結
- 官方網站 （页面存档备份，存于）